# فهرست پژوهش‌های فلسفی
این فهرست پژوهش‌های فلسفی (انگلیسی: Index of philosophical literature) است، که بر اساس حروف الفبا تنظیم شده است.

## ۹–۰
- ۱۰۰ کتاب قرن لوموند

## آ
- آپولوژی
- آثار علوی
- آزادی حیوانات
- آزادی و فرهنگ
- آزادی و قانون
- آدم اول
- آگاهی توضیح‌داده‌شده
- آمریکا
- آموزش فلسفه
- آموزش کبیر
- آنارکو-کاپیتالیسم
- آنارشی، دولت و اتوپیا
- آنتی دورینگ
- آنتیگونه
- آنسیکلوپدی
- آهستگی
- آیا آدم‌مصنوعی‌ها خواب گوسفند برقی می‌بینند؟

## ا
- ابرها
- اجتماع علیه غیریهودیان
- اختلاف بین فلسفه طبیعت دموکریتی و اپیکوری
- اختیار
- اخراج
- اخلاق
- اخلاق صغیر
- اخلاق: اختراع درست و نادرست
- اخلاق عملی
- اخلاقیات ادوموسی
- ارغنون
- ارمغان حجاز
- اصول اخلاق
- اصول اقتصاد سیاسی
- اصول روان‌شناسی
- اصول فلسفه
- اطلس شانه بالا انداخت
- اکنون فلسفه
- اگزیستانسیالیسم و اصالت بشر
- اعترافات
- اعضای جانوران
- افاداتی به فلسفه
- اکونومیکوس
- امانات و اعتقادات
- اندیشه‌ها
- انتزاعی و انضمامی
- انسان، اقتصاد و حکومت
- انسان در جستجوی معنا
- انسانی زیادی انسانی
- انفعالات نفسانی
- اوتیفرون
- ایساغوجی
- ایده خطرناک داروین
- اینک انسان
- ایون

## ب
- بال جبرئیل
- بانگ درا
- بحران مشروعیت
- برادران کارامازوف
- برادرزاده رامو
- براهین پنجگانه
- برهان و ردیه
- بلید رانر
- بنیاد مابعدالطبیعه اخلاق
- بنیان‌های ساخت‌گرا
- بوته آزمایش
- بهیموت
- بیانیه راسل–اینشتین
- بین واقعیت‌ها و هنجارها

## پ
- پارمنیدس
- پاسخ به ایوب
- پایان ایمان
- پایان دادن به پیری
- پایان تاریخ و آخرین انسان
- پایان‌نامه غیرعلمی پس‌نوشته‌های فلسفی
- پدران و پسران
- پدیدارشناسی ادراک
- پرتقال کوکی
- پروسلوگیون
- پرولگومنا به هر متافیزیک آینده
- پندار داوکینز؟
- پیام مشرق

## ت
- تاریخ جنون
- تاریخ حیوانات
- تاریخ فلسفه کاپلستون
- تاریخ فلسفه غرب
- تاریخ و آگاهی طبقاتی
- تاسوعات
- تأملات در فلسفه اولی
- تأملات دکارتی
- تأملاتی بر انقلاب در فرانسه
- تأمل دربارهٔ گیوتین
- تائوی جیت کان دو – دائو ده جینگ
- تبارشناسی اخلاق
- تبعید و سلطنت
- تجربه مدرنیته
- تحقیقات فلسفی
- تحقیق در فهم بشر
- تحول خلاق کراتیلوس
- ترس و لرز
- تسخیر نان
- تسلای فلسفه
- تعبیرات
- تفاوت و تکرار
- تکامل فلسفی من
- تکرار
- توده و قدرت
- تولد پزشکی بالینی
- تولد جانوران
- تومیسم
- تهوع

## ج
- جاویدنامه
- جدی گرفتن حقوق
- جستارهای جدید در فهم بشری
- جستجویی فلسفی به دنبال ریشه تفکراتمان در مورد امر والا و امر زیبا
- جمع منطق
- جمهور
- جنایت و مکافات
- جن‌زدگان
- جوهر مسیحیت

## چ
- چرم ساغری
- چند نامه به دوست آلمانی

## ح
- حقوق بشر
- حکمت شادان
- حوزه‌های عدالت
- حی بن یقظان

## خ
- خارمیدس
- خاطره‌های جنگ انقلابی کوبا
- خدا بزرگ نیست
- خدا و دیگر ذهن‌ها
- خرد و انقلاب
- خوانش سرمایه
- خود و آنچه ازوست

## د
- داستان فلسفی
- دائرةالمعارف علوم فلسفی
- دانشنامه اینترنتی فلسفه
- دانشنامه فلسفه
- دانشنامه فلسفه استنفورد
- دانشنامه فلسفه راتلج
- دانش و محدودیت‌های آن
- دانی دارکو
- داوکینز دربرابر گولد
- دجال
- در آسمان
- در باب حقیقت و دروغ در مفهومی غیراخلاقی
- در باب دلالت
- درباره آزادی
- درباره پیشگویی
- درباره جهان
- درباره شهروند
- درباره کالبد
- درباره قوانین
- دربارهٔ نفس
- دربارهٔ یقین
- در پی فضیلت
- در جستجوی زمان ازدست‌رفته
- در دفاع از خدا
- در ستایش بطالت و چند جستار دیگر
- درس‌های فلسفه تاریخ
- در طبیعت اشیا
- در کون و فساد
- درهای ادراک
- دست‌نوشته‌های اقتصادی و فلسفی ۱۸۴۴
- دفاع از عقل سلیم
- دفاعی از سقط
- دفترهای فلسفی
- دلایل و اشخاص
- دل تاریکی
- دنیای سوفی
- دوره فلسفه اثباتی
- دون کارلوس
- دیالکتیک روشنگری
- دیالکتیک منفی
- دیرینه‌شناسی دانش
- دین در محدوده عقل تنها

## ذ
- ذهن
- ذهن آگاه
- ذهن پرورش یافته
- ذهن جدید امپراتو

## ر
- رساله‌ای در باب اصول معرفت بشری
- رساله درباره طبیعت آدمی
- روز در سودوم
- روزنکرانتز و گیلدنسترن مرده‌اند
- روش سقراطی
- روشنگری

## ز
- زایش تراژدی
- زبان، حقیقت و منطق – زبان‌های هنر
- زبور عجم
- زندگی پی
- زن زناکار

## ژ
- ژاک قضا و قدری و اربابش
- ژرمینال
- ژوستین
- ژولیت
- ژولیوس ایوولا

## س
- سامی‌ستیزی و یهود
- سپیده‌دم
- سرچشمه
- سرگذشت واگنر
- سرمایه
- سرمایه‌داری و اسکیزوفرنی
- سرود
- سرود شادی
- سفر خروج
- سفرهای گالیور
- سفینه تبریز
- سقوط
- سلاخ‌خانه شماره پنج
- سن ژنه بازیگر و شهید
- سن عقل
- سوفسطائی
- سهم نفرین‌شده
- سیاست
- سیاست‌نامه
- سیذارتا
- سیر فلسفه در ایران

## ش
- شرح اصول فلسفه دکارت و تفکرات مابعدالطبیعی
- شرق‌شناسی
- شکستن طلسم
- شکنندگی نیکی
- شیطان و خدا

## ص
- صلح پایدار: یک طرح فلسفی

## ض
- ضد ادیپ
- ضیافت

## ط
- طرحی برای تصویری تاریخی از پیشرفت ذهن بشر

## ظ
- ظرافت جوجه‌تیغی

## ع
- علم منطق
- علیه روش
- عناصر فلسفه حق

## غ
- غریبه‌ای در سرزمین غربت

## ف
- فارنهایت ۴۵۱
- فاطمه فاطمه است
- فایدروس
- فایدون
- فدراسیون شماره ۲
- فراسوی نیک و بد
- فرایند و واقعیت
- فرزند خدا
- فلسفه اخلاق مدرن
- فلسفه در اتاق خواب
- فلسفه در عصر تراژیک یونانیان
- فلسفه و آینه واقعیت
- فلسفه و ادبیات
- فن شعر
- فهرست متون فلسفی جهان
- فیزیک

## ق
- قحطی، فراوانی و اخلاق
- قدرت
- قرن روشنفکری
- قصه‌های بلزباب برای نوه‌اش
- قطار شبانه لیسبون
- قمارباز
- قواعدی برای جهت‌دهی ذهن
- قوانین
- قوانین مورفی
- قوی سیاه

## ک
- کاوشی در خصوص فهم بشری
- کاوشی در مبانی اخلاق
- کتاب چای
- کتابخانه فیلسوفان زنده
- کتاب‌شناسی راجر اسکروتن
- کتاب‌شناسی فریدریش نیچه
- کتاب‌شناسی لئو تولستوی
- کتاب‌شناسی ماکس وبر
- کتاب‌شناسی میشل فوکو
- کتاب‌شناسی نوآم چامسکی
- کریتیاس
- کریتون
- کلیات فلسفه اخلاق

## گ
- گراماتولوژی
- گرترود
- گرگ بیابان
- گروندریسه
- گفتار و پدیده‌ها
- گفتاری در باب نابرابری
- گفتگوها در باب دین طبیعی
- گفتگو در باب دو نظام عمده عالم
- گفتگوی پروتاگوراس-افلاطون
- گفتمان در روش
- گفتمان متافیزیک
- گفتمان هنرها و علوم
- گودل، اشر، باخ
- گوربه‌گور
- گورگیاس
- گوشه‌نشینان آلتونا
- گهواره گربه

## ل
- لاخس
- لویاتان و پمپ باد
- لیبرالیسم سیاسی

## م
- مابعدالطبیعه اخلاق
- ماده و حافظه
- مانیفست حزب کمونیست
- مانیفست فوتوریسم
- مبادی ریاضیات
- مبانی علم حساب
- مبانی متافیزیکی علوم طبیعی
- متافیزیک
- متعلقات و ملحقات
- مجله اخلاق پزشکی
- مجموعه آثار سری آروبیندو
- مجموعه مقالات انجمن فلسفی آمریک
- مدافع صلح
- مدخل الهیات
- مراقبت و تنبیه
- مرکز اسناد فلسفی
- مرگ خوش
- مرگ در ونیز
- مصرف‌کننده اخلاق‌مدار
- مفهوم اضطراب
- مفهوم امر سیاسی
- مفهوم ذهن
- مفهوم قانون
- مفهوم‌نگاشت
- مقالات (میشل دو مونتنی)
- مقاله‌های فدرالیست
- مقدمه‌ای بر ذن بودیسم
- مقدمه‌ای بر متافیزیک
- مقولات
- مکاتبات لایبنیتس–کلارک
- مکالمات سقراط
- مگس‌ها
- منادولوژی
- منتخبات کنفوسیوس
- منسیوس
- منکسنوس
- من و تو
- منون
- مونارشیا

## ن
- نام‌گذاری و ضرورت
- نامه‌ای به ملت مسیحی
- نامه‌ای درباره بردباری
- نامه‌های ایرانی
- تسلی‌بخشی‌های فلسفه
- نظریه فلسفی
- نظریه عدالت
- نظریه زیبایی‌شناسی
- نقد خرد دیالکتیکی
- نقد فلسفه حق هگل
- نقد قوه حکم
- نقد عقل عملی
- نقد عقل محض
- نمونه‌نگاری
- نو ارغنون
- نیچه در برابر واگنر
- نه قربانیان، نه جلادان

## و
- وانموده‌ها و وانمود
- واقعیت، داستان و پیش‌بینی

## ه
- هستی و زمان
- هستی و نیستی
- هلوئیز جدید
- هنر به منزله تجربه
- هنر عشق ورزیدن
- هنر همیشه بر حق بودن
- هیپیاس اول
- هیپیاس دوم

## ی
- یادداشت‌های زیر زمینی
- یک سیستم منطقی